# Xyris cheumatophila
Xyris cheumatophila är en gräsväxtart som beskrevs av Doust och B.J.Conn. Xyris cheumatophila ingår i släktet Xyris och familjen Xyridaceae. Inga underarter finns listade i Catalogue of Life.